# Susan Beaubian
Susan Beaubian est une actrice américaine.

## Filmographie

### Cinéma
- 1985 : La Couleur pourpre : Corrine
- 1988 : Y a-t-il un flic pour sauver la reine ? : Mme Nordberg
- 1993 : Une pause, quatre soupirs : la chanteuse
- 1995 : Le Père de la mariée 2 : l'infirmière d'Annie
- 2007 : Norbit : la vendeuse

### Télévision
- 1990 : La Vie de famille : Loretta (1 épisode)
- 1991 : Amen : Janet (1 épisode)
- 1991-1992 : Sauvés par le gong : Dr Turtle M. D. (2 épisodes)
- 1992 : La Loi de Los Angeles : Officier de police Hawkins (1 épisode)
- 1993 : Seinfeld : la vendeuse de ticket (1 épisode)
- 1994 : Thea : Toni (2 épisodes)
- 1994 : Où sont mes enfants ? : l'infirmière
- 1995 : CBS Schoolbreak Special : Dr Stone (1 épisode)
- 1995 : Urgences : Dr Weiss (1 épisode)
- 1995 : Presque parfaite (1 épisode)
- 1995-1996 : Les Sœurs Reed : Ellen Jeffries (2 épisodes)
- 1995-1997 : Spider-Man, l'homme-araignée : Dr Mariah Crawford et Calypso (7 épisodes)
- 1996 : Living Single : Damiana (1 épisode)
- 1996 : Alien Nation: The Ennemy Within : Docteur
- 2002 : That Was Then (1 épisode)
- 2003 : Amour, Gloire et Beauté : Dr Maria Frank (1 épisode)
- 2003 : Le Drew Carey Show : Bonnie (1 épisode)
- 2003-2004 : Becker : une infirmière (2 épisodes)
- 2004 : Tout est relatif : une villageoise (1 épisode)
- 2005 : Médium : une infirmière (1 épisode)
- 2005-2007 : Numbers : Agent Stendhauser (9 épisodes)
- 2008 : Cold Case : Affaires classées : Margaret Trudlow en 1991 (1 épisode)
- 2016 : American Crime Story : Armanda Cooley (7 épisodes)
- 2017 : Modern Family : Une serveuse (1 épisode)
- 2017 : Esprits criminels : Juge Willa Frost (2 épisodes)